# Petko Slavejkov
Petko Slavejkov (Bulgaars: Петко Славейков) is een dorp in centraal-Bulgarije. Het dorp is gelegen in de gemeente Sevlievo, oblast Gabrovo. Het dorp ligt hemelsbreed ongeveer 34 km ten noordwesten van Gabrovo en 139 km ten noordoosten van de hoofdstad Sofia. 

## Bevolking
In de eerste volkstelling van 1934 registreerde het dorp Petko Slavejkov 1.933 inwoners. Dit nam toe tot een maximum van 2.117 personen in 1946. Sindsdien daalt het inwonersaantal langzaam maar geleidelijk. Op 31 december 2020 telde het dorp 914 inwoners.
Van de 1.070 inwoners reageerden er 1.061 op de optionele volkstelling van 2011. Van deze 1.061 respondenten identificeerden 777 personen zichzelf als Bulgaarse Turken (73,2%), gevolgd door 265 etnische Bulgaren (25%) en 19 ondefinieerbare respondenten (1,8%).
| Etnische samenstelling van de respondenten (2011) | Etnische samenstelling van de respondenten (2011) | Etnische samenstelling van de respondenten (2011) | Etnische samenstelling van de respondenten (2011) | Etnische samenstelling van de respondenten (2011) |
| ------------------------------------------------- | ------------------------------------------------- | ------------------------------------------------- | ------------------------------------------------- | ------------------------------------------------- |
|                                                   |                                                   |                                                   |                                                   |                                                   |
| Bulgaren                                          | Bulgaren                                          |                                                   | 25,0%                                             | 25,0%                                             |
| Turken                                            | Turken                                            |                                                   | 73,2%                                             | 73,2%                                             |
| Roma                                              | Roma                                              |                                                   | 0,0%                                              | 0,0%                                              |
| Anders/Onbekend                                   | Anders/Onbekend                                   |                                                   | 1,8%                                              | 1,8%                                              |

Van de 1.070 inwoners in februari 2011 werden geteld, waren er 107 jonger dan 15 jaar oud (10%), gevolgd door 675 personen tussen de 15-64 jaar oud (63,1%) en 288 personen van 65 jaar of ouder (26,9%).